# ناحیه‌های بنگلادش

ناحیه‌های بنگلادش

استان‌های بنگلادش به ۶۴ ناحیه یا زیلا (بنگالی: [জেলা jela] Error: {{Lang}}: متن دارای نشانه‌گذاری ایتالیک است (راهنما)) تقسیم می‌شوند. این ناحیه‌ها نیز به ۴۹۳ زیر-ناحیه منقسم می‌شوند.